# Electronic flight bag
Ein Electronic flight bag (EFB) ist ein elektronisches Gerät zur Informationsverwaltung, das Flugzeugbesatzungen hilft, Flugverwaltungsaufgaben leichter, effizienter und mit weniger Papieraufwand durchzuführen. Es ist eine Allzweck-Rechenplattform, die helfen soll, Material zu reduzieren oder abzulösen, das vorher in Papierform im Handgepäck eines Piloten zu finden war. Das sind zum Beispiel Dokumente wie das Flugzeug- und Besatzungs-Betriebshandbuch sowie die Navigationskarten. Außerdem kann das EFB spezielle Softwareanwendungen verarbeiten, um bisher mit der Hand ausgeführte Funktionen zu automatisieren, wie zum Beispiel Leistungsberechnungen.
Das EFB erhielt den Namen vom traditionellen Pilotenkoffer (englisch: flight bag), der eine bis zu 18 kg schwere Dokumententasche ist, die Piloten mit in das Cockpit nehmen. Der „elektronische Pilotenkoffer“ ist der Ersatz der Dokumente in einem Digitalformat. Es gibt zahlreiche Vorteile des EFB, wie Gewichtsersparnis, reduzierte Kosten und vergrößerte Effizienz wegen Wegfall des Papierflusses. Die geringere Arbeitsbelastung des Piloten trägt zur Flugsicherheit bei.
Gemäß der Definition der amerikanischen Flugsicherheitsbehörde Federal Aviation Administration (FAA) ist ein Electronic flight bag ein elektronisches Anzeigesystem, das vorrangig für den Cockpit- oder Kabinengebrauch gedacht ist.
EFB-Geräte können eine Vielzahl von Flugdaten zeigen oder grundlegende Berechnungen durchführen (einschließlich Leistungsdaten und Berechnungen zum Treibstoff). Sie werden in drei Klassen und drei Softwaretypen unterteilt.

## Hardwareklassen
- Klasse 1: Handelsübliche Geräte wie Notebooks oder Handhelds. Diese Geräte existieren als lose Ausrüstung und werden während kritischer Phasen des Fluges verstaut. Tragbare elektronische Geräte werden als EFBs der Klasse 1 betrachtet. Sie können an der Stromversorgung des Flugzeuges angeschlossen sein oder mit anderen Systemen über definierte Dockingstations in Verbindung stehen. Das erlaubt den Klasse-1-Geräten, mit anderen Systemen in Verbindung zu treten. Im gewerblichen Luftverkehr muss man sich die Nutzung durch die Behörde (LBA) genehmigen lassen. Detaillierte Angaben zum Genehmigungsverfahren beschreibt JAR TGL 36.

- Klasse 2: Das sind ebenfalls tragbare elektronische Geräte, die von modifizierten, handelsüblichen bis hin zu speziell angefertigten Geräten reichen. Sie werden im Flugzeug befestigt, so dass deren Displays während aller Flugphasen im Blickfeld des Piloten liegen. Klasse-2-Geräte können mit der Strom- und Datenversorgung des Flugzeuges verbunden sein. Für den Flugbetrieb ist der Datenaustausch auf den Lesezugriff zum Flugzeugsystem beschränkt.

- Klasse 3: Bei dieser Geräteklasse handelt es sich um eingebaute Instrumente, die für die Flugsicherheit vorausgesetzt werden. Sie müssen daher beim Entwurf des Flugzeuges berücksichtigt werden. Die Hardware für diese Klasse ist auf von der Luftfahrtbehörde freigegebenes Gerät beschränkt.

## Softwaretypen
Auf den EFBs können vielfältige Anwendungen verwendet werden. Diese werden in drei Softwarekategorien eingeteilt:
- Typ A
  - Eine statische Applikation wie ein Dokumentenbetrachter (z. B. für die Formate PDF, HTML, XML)
  - Elektronische Version von Papierkarten, die die Karten statisch darstellt
  - Elektronische Checklisten
  - Handbücher für Luftfahrzeugbesatzungen und andere gedruckte Dokumente wie Flughafen-NOTAMs

- Typ B
  - Dynamische Kartenanzeige, die die Fähigkeiten zum Schwenken und Zoomen beinhaltet. Automatisches Nachführen der Karten durch Abgleich mit dem GPS.
  - Echtzeit-Informationen über das Wetter, die auch Wetterkarten beinhalten können.
  - Berechnungen zur Flugleistung[1]

- Typ C
  - Diese Programme können als multifunction display (MFD) genutzt werden, möglicherweise sind sie auch Teil des automatic dependent surveillance (ADS). Die Typ-C-Anwendungen sind Teil der Flugsicherheit und benötigen daher eine Zertifizierung. Typ-C-Software muss auf einem Klasse-3-Gerät laufen.